# Адамов
Адамов (на чешки: Adamov (ˈadamof), на немски: Adamsthal) е град в окръг Бланско на Южноморавския край на Чехия, разположен близо до градовете Бърно и Бланско.

## История
Историята на Адамов от самото си начало е свързана с производството на желязо, чиито корени датират тук от 1360 г. По това време районът е бил собственост на владетеля на замъка Ронов, Ченек Крушина от Лихтенберк, който умира бездетен и владенията му са конфискувани от моравския маркграф Йобст, който построява нов замък. Първоначално селището се нарича Хамри или Старе Хамри от водните чукове, които се намирали в района (на чешки: хамри).

## Забележителности
Една от забележителностите на града е църквата „Св. Варвара“ (на чешки „Св. Барбора“). В нея се намира дървен готически олтар, наречен Светелски олтар, част от който служи при създаването на оригиналната скулптура, изготвена за абатството Цветл в началото на 16 век.

## Спорт
Историята на организираната физическа култура и спорт в Адамов започва след създаването на Соколското движение през 1890 г. и работническия гимнастически клуб през 1905 г. В тези две организирани движения се практикуват упражнения, екскурзии и различни спортове като каране на ски, волейбол и др.
През 1930 г. е основан футболният клуб СК „Адамов“. който съществува и до днешно време. На футболното игрище в Адамов в края на 60-те години с футбол започва да се занимава чешкият играч Индржих Свобода, автор на победното попадение във финала на олимпийския футболен турнир през 1980 г. Местният стадион носи неговото име, а през 2014 г. Свобода е удостоен със званието „почетен гражданин“ на Адамов.
След Втората световна война всички спортове в града са събрани под знамето на местния клуб за физическа култура. В него са включени хокейният отбор, който възниква в края на 40-те години, хандбалният (възникнал през 1957 г.), ски-клубът от 50-години и този по маратонско бягане, образуван през 70-те години. Някои от тях по-късно прекратяват съшествуването си. Тези от по-старите, които все още съществуват, са футболният отбор „Спартак“ Адамов, клубът по спортно ориентиране (основан през 1977 г.), по тенис на маса (от началото на 50-те години), шах (1978 г.) и тенис (1972 г.). Сред новосъздадените отбори са тези по флорбол, джудо, дартс, петанк и колоездене.

## Личности
- Петер Илемницки (1901—1949) – словашки писател. Народен художник на Чехословакия
- Зденек Кроупа (1921—1999) – чешки оперен певец.